# Лихтенщайнски футболни отбори

## Клубове играещи в Швейцарската лига
- ФК Балцерс (FC Balzers)[1]

11 пъти носител на купата на Лихтенщайн – 1964, 1973, 1979, 1981, 1982, 1983, 1984, 1989, 1991, 1993, 1997
Участник във 2 Швейцарска Интеррежионал лига
- ФК Вадуц (FC Vaduz)

49 пъти носител на купата на Лихтенщайн – 1949, 1952, 1953, 1954, 1956, 1957, 1958, 1959, 1960, 1961, 1962, 1966, 1967, 1968, 1969, 1970, 1971, 1974, 1980, 1985, 1986, 1988, 1990, 1992, 1995, 1996, 1998, 1999, 2000, 2001, 2002, 2003, 2004, 2005, 2006, 2007, 2008, 2009, 2010, 2011, 2013, 2014, 2015, 2016, 2017, 2018, 2019, 2022, 2023
Участник в Швейцарската Суперлига – 2008/09
- УШФ Ешен/Маурен (USV Eschen/Mauren)

5 пъти носител на купата на Лихтенщайн – 1976, 1977, 1978, 1987
12 пъти е финалист за купата – 1979, 1982, 1983, 1985, 1988, 1989, 1990, 1995, 1996, 1998, 2002, 2005, 2012
2 пъти е участник в 1 лига на Швейцария – 1999, 2008
- ФК Ругел (FC Ruggell)

Участник в 3 Швейцарска лига
- ФК Трисен (FC Triesen)

8 пъти носител на купата на Лихтенщайн – 1946, 1947, 1948, 1950, 1951, 1965, 1972, 1975
Участник в 4 Швейцарска лига
- ФК Тризенберг (FC Triesenberg)

Участвал в 3 Швейцарска лига – 1987, 2001
- ФК Шаан (FC Schaan)

3 пъти Носител на купата на Лихтенщайн – 1955, 1963, 1994
Участник във 2 Регионална Швейцарска лига

## Други отбори
- ФК Адзури Шаан (FC Azzurri Schaan) (втори отбор на ФК Шаан)
- ФК Тризен Еспаньол (FC Triesen Espagnol) (втори отбор на ФК Тризен)
- ФК Вадуц Португеш (FC Vaduz Portugues) (втори отбор на ФК Вадуц)
- ФК Мелс (Мелс)